# Staffli

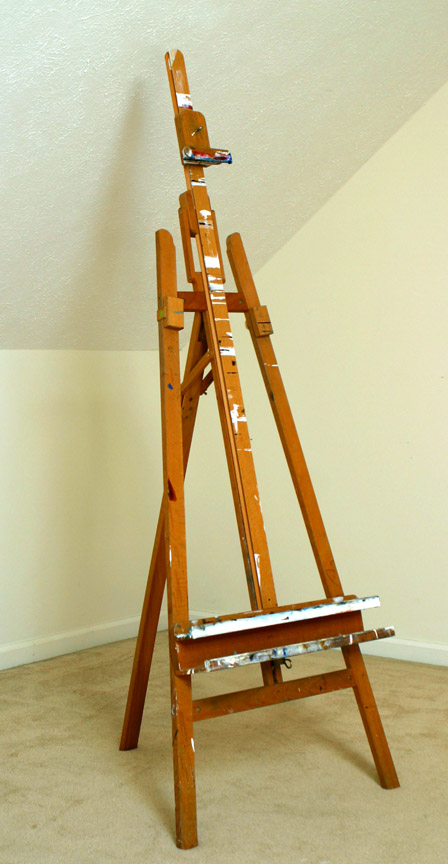
Ett ateljéstaffli

Ett staffli är ett upprättstående stöd som används för att visa och/eller fixera något som vilar på det, i en vinkel på cirka 20° mot vertikalen. Det finns även bordsstafflin, som man ställer upp på ett bord. 
Staffli används traditionellt av konstnärer för att stödja en målning  medan de arbetar på den, normalt stående, och det används ibland även för att visa färdiga målningar. Konstnärers staffli är vanligtvis gjorda av trä, i funktionella mönster som har förändrats lite under århundraden, eller till och med årtusenden, även om nya material och mönster finns tillgängliga. Stafflier kan göras av trä, aluminium eller stål.